# Vienna Internet eXchange

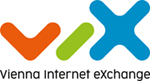
Vienna Internet eXchange logo

Der Vienna Internet eXchange, kurz VIX, ist ein Internet-Knoten in Wien. Betrieben wird dieser vom Zentralen Informatikdienst der Universität Wien. Besonderheit des VIX ist dessen Netzneutralität.

## Geschichte
Aus dem Ziel heraus, den lokalen Internetverkehr möglichst lokal zu halten, wurde 1996 der Vienna Internet eXchange vom EDV-Zentrum der Universität Wien gegründet. Damals umfasste dieser bereits bilaterale Peering-Vereinbarungen zwischen den ersten österreichischen Internet Service Providern (ISP) ACOnet, der ehemaligen EUnet GmbH, IBM Global Network, VIAnet und Austria Presse Agentur (APA).
Da sich im Jahre 1999 bereits 33 ISPs fünf Racks teilten, wurde die Einrichtung des Knotens im neuen Institutsgebäude der Universität Wien auf 21 Racks angehoben und mit Klimatisierung sowie USV ausgestattet.
2001 waren bereits bekannte Anbieter wie die Deutsche Telekom oder Cable & Wireless aus den USA am VIX angeschlossen. Durch rasanten Anstieg des Verkehrsaufkommen und erhöhten Platzbedarf wurde neue Hardware sowie ein zweiter Standort benötigt, welcher bei Interxion gefunden wurde, wo bis heute das zweite Rechenzentrum seinen Platz hat.
2006 wurden neue Switches angeschafft, welche Daten von bis zu 1,6 Terabit in einer Sekunde umsetzen können.

## Standorte
Der Internetknoten ist in drei Rechenzentren in Wien redundant untergebracht. Die einzelnen Standorte sind:
| Interne Bezeichnung | Betreiber                                       | Adresse                            |
| ------------------- | ----------------------------------------------- | ---------------------------------- |
| VIX1                | Zentraler Informatikdienst der Universität Wien | Universitätsstraße 7, 1010 Wien    |
| VIX2                | InterXion                                       | Louis-Häfliger-Gasse 10, 1210 Wien |
| VIX3                | NTT                                             | Computerstraße 4, 1100 Wien        |

## Kapazität
Der VIX hat einen Spitzendurchsatz von rund 600 GBit/s, Peeringteilnehmer können sich mit bis zu 100 GBit/s pro Port an den Knoten anbinden.